# Katedrala u Palermu
Katedrala u Palermu (talijanski: Cattedrale metropolitana della Santa Vergine Maria Assunta, Metropolitska katedrala Uznesenja Svete Djevice Marije) je rimokatolička katedrala nadbiskupije Palermo u Palermu, Sicilija. Posvećena je 1185. godine i predstavlja arhitektonski kompleks više stilova tijekom različitih povijesnih dodataka, promjena i obnova, zbog čega je upisana na UNESCO-ov popis mjesta svjetske baštine u Europi.

## Povijest i odlike
Crkvu je 1185. god. dao izgraditi Walter Ophamil (ili Walter od Vodenice), Anglo-Normanski nadbiskup Palerma i ministar kralja Vilima II., na području ranije bizantske bazilike. Po svemu sudeći tu je raniju crkvu osnovao sv. Grgur, a kasnije su je u džamiju pretvorili Saraceni nakon osvajanja grada u 9. stoljeću. Ophamil je pokopan u sarkofagu u kripti crkve. Srednjovjekovna građevina je imala tlocrt bazilike s tri apside, od kojih su samo neki manji arhitektonski elementi preživjeli do danas.
Glavno zapadno pročelje je uokvireno gotičkim tornjevima, a iznad portala je niša s dragocjenom skulpturom Gospe iz 15. st. Dvije arkade oštrog luka protežu se iznad ulice povezujući pročelje sa zvonikom koji je spojen na biskupsku palaču.
Desna strana katedrale s tornjevima i širokim portikom (današnji ulaz) je izgrađena u gotičko-katalonskom stilu s tri arkade iz 1465. god. kojima se otvara na trg. Prema stihu iz Kurana koji je uklesan na lijevi stup pretpostavlja se kako on potiče iz izvorne bazilike, tj. džamije. Mozaik Gospe je iz 13. st., dok su dva spomenika na zidovima djela iz ranog 18. st., a predstavljaju španjolskog kralja Karla III. i Viktora Amadeusa II. od Sardinije koji je 1713. godine u ovoj katedrali okrunjen za Kralja Sicilije.
Područje oko apside je izvorno iz 12. st., dok je lijevi dio iz ranog 16. st. s portalom kojega je izgradio Antonello Gagini.
Gornji redovi kutne kule su građeni između 14. i 15. stoljeća, dok je u ranom razdoblju renesanse dodan južni trijem. 
Sadašnji neoklasicistički izgled datira iz radova od 1781. – 1801., a pod nadzorom Ferdinanda Fuge. U tom razdoblju je veliki retabl kipara Gaginija, ukrašen kipovima, vijencima i reljefima, bio uništen a skulpture su preseljene u različite dijelove bazilike. Također, Fuga je izgradio veliku kupolu koja izlazi iz glavnog tijela zgrade, te manje kupole koje pokrivaju prolaze

## Interijer
Unutrašnjost crkve latinskog križa je pilastrima podijeljena na tri broda. U prve dvije kapele desnog broda nalaze se grobnice careva i kraljeva koji su ovdje premješteni u 18. st.: Henrik VI., car Svetog Rimskog Carstva, njegov sin Fridrik II. i Petar II., kralj Sicilije. Rimski sarkofag je grobnica Konstance Aragonske, supruge Fridrika II., dok je ispod baldahina grobnica Ruđera II., prvog kralja Sicilije i njegove kćeri Konstance Sicilske.
Sakramentalna kapela na kraju lijevog broda je ukrašena dragocjenim i Lapis Lazuli kamenjem. U prezbiteriju, kapela sv. Rozalije, zaštitnice Palerma, zatvorena bogato urešenim brončanim vratima, sadrži obožavane relikvije u srebrnoj urni iz 17. st.
U katedrali se nalaze i Gotičko-Katalonski drveni kor iz 1466. god., ostaci renesansnog Gaginijeva retabla i mramorna skulptura „Gospe s Djetetom” koju je isklesao Franjo Vranjanin s učenicima oko 1469. god., višebojno „Raspelo” iz 13. st. (djelo Manfredija Chiaramontea), krstionica na četiri pilastra (Domenico Gagini) i Madonna della Scala (Antonello Gagini) na oltaru nove sakristije. Kapela relikvija sadrži relikvije sv. Kristine, sv. Ninfa, sv. Kuzme, sv. Agate i sv. Mamilijana, prvog zaštitnika Palerma.
Kripta kojoj se pristupa s lijeve strane je prostorija s križnim svodom kojega nose granitni stupovi, a u kojoj se nalaze grobnice i sarkofazi iz rimskog, bizantskog i normanskog doba kao što su: nadbiskupi Ophamil i Giovanni Paternò.
Katedralna riznica sadrži pehare, odore i brevijar iz 14. st., te slavnu krunu Konstance Sicilske, zlatnu tijaru pronađenu u njezinoj grobnici 1491. god.
Katedrala posjeduje i jednostavan heliometar iz 1690. god. koji se sastoji od rupice na jednoj od kupola od koje se projicira slika sunca na podu gdje je brončanom linijom (nebeski meridijan) od sjevera ka jugu označen ljetni i zimsku suncostaj (na krajevima), te horoskopski znakovi s datumima.
Zvonici nose šest srednjovjekovnih zvona.
- Grobnica cara Fridrika II.
- Barokne male kupole (Ferdinando Fuga)
- Grobnica Konstance Sicilske
- Kamelaukion Konstance Sicilske